# Przedborowa (monzodioryt)
Przedborowa – handlowa nazwa ciemnoszarego i czarnego monzodiorytu kwarcowego pochodzącego z sillu o miąższości ok. 100 m leżącego zgodnie na amfibolitach brzeżnej strefy gnejsów sowiogórskich, w strefie Niemczy, na bloku przedsudeckim. Wiek intruzji to karbon. Należy do waryscyjskiego piętra strukturalnego. Nazwa pochodzi od miejscowości Przedborowa.
Skała ta daje się doskonale polerować.

## Nazewnictwo
Przedborowa nazywana jest potocznie sjenitem i również nomenklaturze handlowej utarła się nazwa Sjenit Przedborowa. Jednak pod względem petrograficznym jest to monzodioryt kwarcowy (spotyka się również zaklasyfikowanie do monzodiorytów).

## Skład mineralogiczny
W skład monzodiorytu Przedborowa wchodzą:
- kwarc
- hornblenda
- biotyt
- augit
- skalenie potasowe
- plagioklazy

## Cechy fizyczne[5]
- Gęstość objętościowa 2800 kg/m³
- Porowatość 0,36%
- Nasiąkliwość 0,2%
- Wytrzymałość na ściskanie 167,1 MPa
- Ścieralność na tarczy Boehmego 0,154 cm
- Mrozoodporność (25 cykli) całkowita

## Złoże
Zasoby złoża szacuje się na 3635 tys. ton. Skały typu Przedborowa występują również na wzgórzu Kłośnik na północ od Brodziszowa (mają one jednak niższe parametry techniczne) i w Piławie Górnej (wyższe parametry, lecz niewielkie złoże – 238 tys. ton). Skały przeznaczane są zarówno na bloki, jak i na kruszywo.
Obecne roczne wydobycie Przedborowej to 120 tys. ton przeznaczanych głównie na kruszywa. Bloki o wadzie powyżej 6 ton stanowią 5% wydobycia.

## Historia
Eksploatacje rozpoczęto 1934. Po powrocie Przedborowej do Polski w 1945 kamieniołom przejął skarb państwa. Od 2002 właścicielem kopalni jest Slag Recycling z Krakowa.

## Przykłady zastosowania
Monzodioryt Przedborowa znalazł zastosowanie m.in. w poniższych budynkach użyteczności publicznej:
- Warszawa:
  - Dworzec Centralny
  - Trakt Królewski
  - gmach Ministerstwa Infrastruktury
  - Ambasada Stanów Zjednoczonych Ameryki w Polsce
- Wrocław:
  - plac Solny
- Kraków:
  - Rynek Główny
  - pomnik Adama Mickiewicza
  - Akademia Górniczo-Hutnicza – pawilon A-0
  - plac Bohaterów Getta
- Poznań:
  - Collegium Minus
  - pomnik Adama Mickiewicza
  - pomnik Ofiar Czerwca 1956